# Live at the Fillmore (álbum de Derek and the Dominos)
Live at the Fillmore es un álbum en directo de la banda Derek and the Dominos grabado en dos actuaciones en el Fillmore East de Nueva York en octubre de 1970. Lanzado en 22 de febrero de 1994, incluye material del álbum In Concert, de la caja recopilatoria Crossroads, y varias piezas inéditas.

## Lista de canciones

### Disco 1
1. "Got To Get Better In A Little While" (Eric Clapton) – 13:52
2. "Why Does Love Got To Be So Sad?" (Bobby Whitlock, Eric Clapton) – 14:49
3. "Key To The Highway"(Big Bill Broonzy, Charles Segar) – 6:25
4. "Blues Power" (Eric Clapton, Leon Russell) – 10:31
5. "Have You Ever Loved a Woman?" (Billy Myles) – 8:16
6. "Bottle Of Red Wine" (Bonnie Bramlett, Eric Clapton) – 5:34

### Disco 2
1. "Tell The Truth" (Bobby Whitlock, Eric Clapton) – 11:28
2. "Nobody Knows You When You're Down And Out" (Jimmie Cox) – 5:33
3. "Roll It Over" (Bobby Whitlock, Eric Clapton) – 6:40
4. "Presence Of The Lord" (Eric Clapton) – 6:16
5. "Little Wing" (Jimi Hendrix) – 7:00
6. "Let It Rain" (Bonnie Bramlett, Eric Clapton) – 19:46
7. "Crossroads" (Robert Johnson, arreglos de Eric Clapton) – 8:29

## Músicos
- Eric Clapton: Guitarra, voz
- Carl Radle: Bajo
- Bobby Whitlock: Piano, Órgano Hammond, voz
- Jim Gordon: Batería, Percusión

## Producción
- Bill Levenson: Productor
- Eddie Kramer: ingeniero
- Anthony DeCurtis: Lonetas del libreto